# Sven Wingqvist
Sven Gustaf Wingqvist (10 de diciembre de 1876 – 15 de abril de 1953) fue un ingeniero, inventor y empresario sueco. Su invento llamado rodamiento autocentrante es uno de los más importantes en el campo de la ingeniería mecánica.

## Biografía

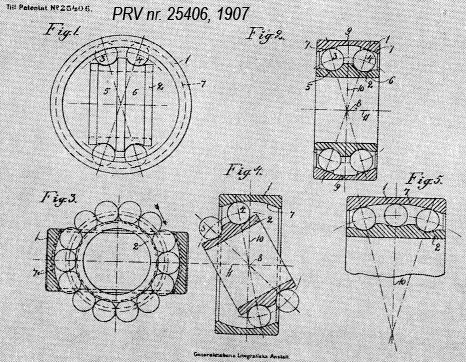
Patente de 1907 del rodamiento autoalineado ideado por Wingquist

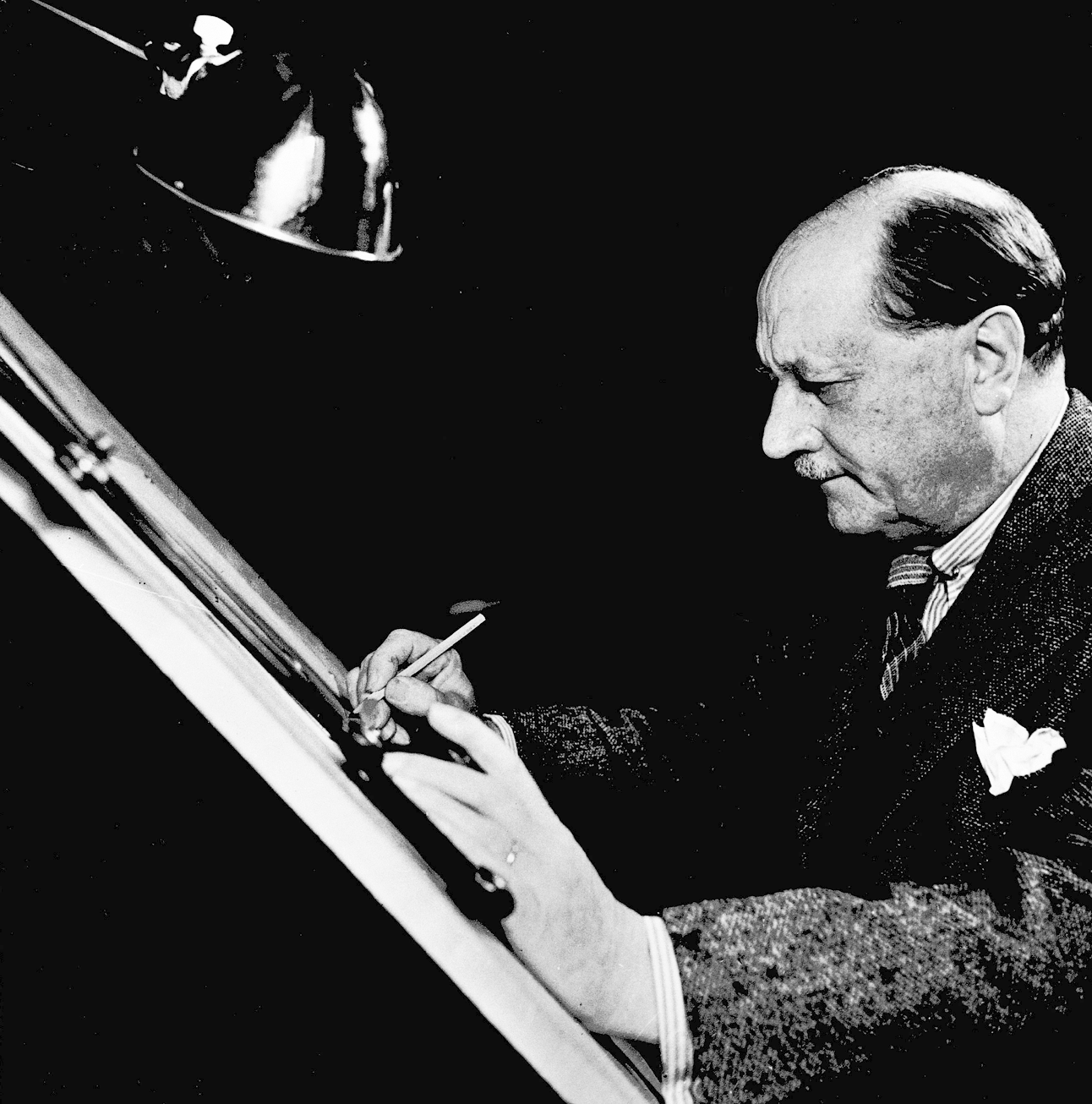
Sven Wingquist en su tablero de dibujo (hacia 1940)

Nació en la localidad de Hallsberg, Närke. Estudió en la Escuela Técnica Básica de Örebro, donde se graduó de técnico industrial a los 18 años. Continuó sus estudios en una escuela textil en Norrköping durante un año. En 1896 realizó un viaje de estudios a diversas industrias textiles en Estados Unidos. 
En 1899 fue contratado como ingeniero jefe por una industria textil de Gotemburgo, donde se interesó especialmente por los problemas de fricción que presentaban las máquinas de la empresa, que resultaban en costosas y largas reparaciones.
Se cuenta que en una ocasión un telar se recalentó por la fricción y ocasionó un pequeño incendio dentro de la fábrica. Este incidente lo inspiró en el desarrollo de un rodamiento de metal en lugar de madera, que era el material del cual se fabricaban en la época. Existían también desde 1869 rodamientos que se aplicaban en la fabricación de ruedas de bicicleta, pero eran inaplicables en la industria por su fragilidad.
Wingqvist diseñó un rodamiento de metal compuesto por un anillo interior que se ajustaba en un eje, con un doble canal exterior; y un anillo exterior ajustado a una carcasa. Entre ambos iba una serie doble de esferas colocadas entre el doble canal del anillo interior y el anillo exterior. Las esferas tenían una cualidad autocentrante, es decir una holgura o juego, que reducía la carga al mínimo, con un resultado de larga duración y mínimo desgaste.
El inventor patentó su rodamiento en 1906, llamando la atención de los empresarios gotemburgueses quienes vieron su potencial de aplicación en la industria y lo apoyaron en la fundación de la empresa SKF (Svenska Kullagerfabriken) en Gotemburgo, en la que ejerció como gerente general entre 1907 y 1919. Realizó personalmente una larga campaña internacional para promocionar su producto, abriendo oficinas en diversos países. En 1911 se creó la primera fábrica fuera de Suecia en la localidad de Luton, Gran Bretaña. 
En 1918, otro ingeniero e inventor sueco, Arvid Palmgren, empleado de SKF, patentó el rodamiento con rodillos autocentrante, que toleraba grandes cargas, siendo muy apreciado dentro de la industria pesada y el ferrocarril. Su producción se realizó en SKF.
En 1919, Sven Wingqvist dejó su puesto como gerente general, manteniendo el cargo de presidente de SKF. Comenzó entonces a desarrollar la fabricación y exportación de productos industriales suecos, ocupando varios cargos ejecutivos en asociaciones industriales y exportadoras suecas. También realizó nuevos inventos, como una caja de cambios automática, y efectuó asesorías en diversas industrias. 
Tuvo un importante papel en el desarrollo de las relaciones laborales en Suecia. En 1913 introdujo en SKF las primeras vacaciones industriales, que solo comprendían 4 días, recibiendo sueldo completo. Introdujo además fondos de pensión y seguros de accidentes para los empleados de SKF. La semana de trabajo en SKF comprendía 54 horas, a diferencia de otras industrias en las cuales la jornada semanal normal era de 60 horas.
El grupo SKF en la actualidad es la compañía más grande del mundo en el sector de los rodamientos.

## Reconocimientos

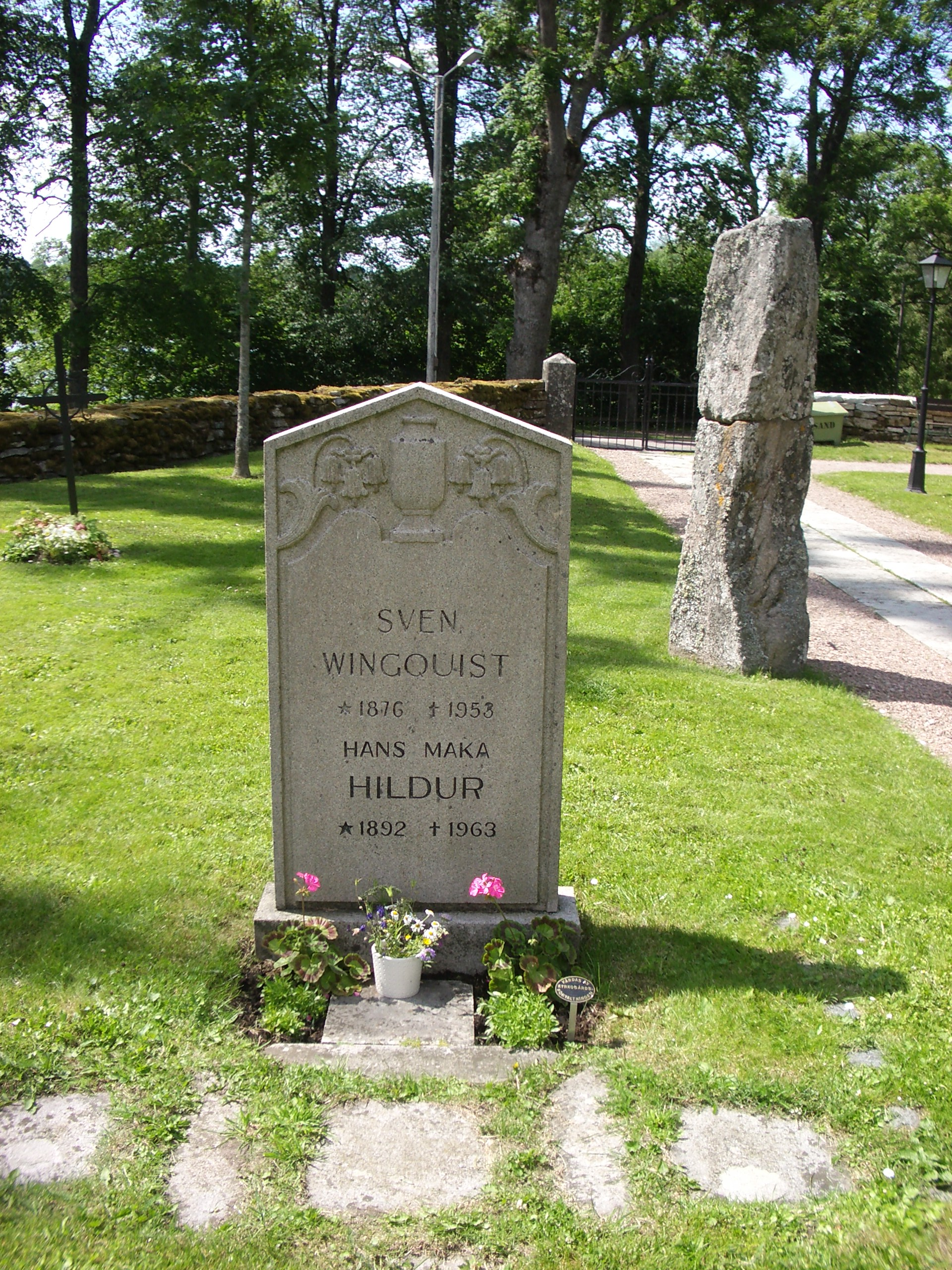
Lápida de Sven Gustaf Wingquist (1876–1953) y su esposa Hildur (1892–1963) en la iglesia de Eggby al este de Skara, en Vestrogotia

- 1921 - Promovido a Doctor Honorario en Ingeniería en el Instituto de Tecnología Stevens (EE. UU.) en su quincuagésimo aniversario.[7]
- Comandante con la Gran Cruz de Orden de Vasa (5 de junio de 1943)
- Comandante con la Gran Cruz de la Orden de la Estrella Polar (15 de noviembre de 1938)
- Comandante de la Orden Polonia Restituta de primera clase
- Oficial de la Legión de Honor.[7]
- Miembro de la Academia de Ingeniería Sueca[8][7]
- Titular de la Sociedad Sueca de Ingenieros en los EE. UU., Medalla John Ericsson (1946)[9]
- Miembro Honorario de la Sociedad Sueca de Ingenieros, Brooklyn, EE. UU.[7]
- Miembro honorario de la Asociación Sueca de Inventores y de la Academia Sueca de Ciencias de la Ingeniería (1941)
- Por  Kungl. Maj:t otorgado la medalla en oro de octava talla con la inscripción "Por mérito cívico"
- Insignia al mérito de la ciudad de Gotemburgo (4 de junio de 1948). A "Sven Wingquist, el inventor del cojinete de bolas sueco, el creador de SKF, el inventor y líder de la industria, el hombre con genio y visión para el futuro, uno de los mejores entre los nórdicos. Estamos orgullosos de contarte como uno de los nuestros. Nuestra ciudad no puede entregar su insignia de mérito a un hombre más digno".[10]
- En su 70 cumpleaños, Sven Wingquist fue recibido por el directorio de la empresa Bofors, y el Almirante Wetter le entregó una medalla marcada por la compañía, que tenía la foto de Sven Wingquist en un lado y en el otro el siguiente texto: "Dio fuerza interior, fuerza exterior, para defender la patria".[11][12]